# 252 生存者あり
『252 生存者あり』（252 せいぞんしゃあり）は、2008年12月6日公開のパニック映画。丸の内ルーブル他、東急系にて全国ロードショーされた。

## あらすじ
2009年9月。
最大震度5強を観測した小笠原諸島沖を震源とする地震が発生して数日。都市の機能は回復しつつあった。しかし、地震の影響で太平洋地下の海底が裂けたことにより、吹き出したマグマがメタンハイドレートを溶解させたことが原因で海水温が上昇、史上最大規模の巨大台風（最大風速70m、最大瞬間風速110m。気象庁評価では「猛烈な」に分類される勢力で気圧は900hpa前後）が発生した。
そして9月16日15時18分、台風の影響で東京・銀座をはじめとした東京湾岸部に巨大な雹が打ち付け、死者やけが人が続出。さらに東京湾内で大規模な高潮が発生、臨海副都心（お台場）や汐留、新橋などを直撃し、壊滅的な被害が出た。さらに地下鉄内に流れ込んだ濁流によって鉄砲水が発生、地下鉄「東京サブウェイ」新橋駅ホームにいた人々が流され、被害はさらに深刻化した。
地下鉄内で辛うじて生き残った人々の中に、元レスキュー隊員である篠原祐司がいた。彼は2度目の鉄砲水から逃れるために娘のしおりを含めた他の生存者らとともに現在は廃駅となっている旧新橋駅へと逃げ込む。そこで“252”（要救助者あり）の信号を地上に向けて送るよう他の生存者へ指示する。そしてこの信号を探知した東京消防庁の消防救助機動部隊（通称「ハイパーレスキュー」）が彼らを救出すべく、命懸けの作戦に挑む。行動できるのは、現地が台風の目の中に入り風雨が弱まる7時14分から7時32分までの18分間のみである。

## スタッフ
- 監督：水田伸生
- 原作：小森陽一
- 脚本：小森陽一、斉藤ひろし、水田伸生
- 撮影：林淳一郎、さのてつろう
- 編集：菊池純一、佐藤崇
- 美術：清水剛
- VFXスーパーバイザー：小田一生
- 音楽：岩代太郎
- 主題歌：MINJI「LOVE ALIVE」
- 製作指揮：島田洋一
- 製作：堀越徹、西垣慎一郎、平井文宏、上木則安、小笠原明男、神野智
- エグゼクティブプロデューサー：奥田誠治
- Co.エグゼクティブプロデューサー：神蔵克
- プロデューサー：佐藤貴博、下田淳行
- 協力：東京消防庁、気象庁
- 企画製作：日本テレビ放送網
- 製作プロダクション：ツインズジャパン
- 製作委員会メンバー：日本テレビ放送網、讀賣テレビ放送、バップ、ワーナー･ブラザース映画、A-team、ツインズジャパン、札幌テレビ放送、宮城テレビ放送、静岡第一テレビ、中京テレビ放送、広島テレビ放送、福岡放送
- 配給：ワーナー･ブラザース映画

## 登場人物

### 主要人物
篠原祐司
演 - 伊藤英明
本作品の主人公。以前は兄と共に東京消防庁のハイパーレスキュー隊で活躍していた。現在は高級車ディーラーで働いているが、仕事ぶりは良くない。妻子持ちである。レスキュー隊時代、出動中に仲間の隊員を見捨てて兄だけを助けたことに責任を感じ、レスキュー隊を辞めた過去がある。災害発生当時は娘のしおりへの誕生日プレゼントを購入するために銀座の三越にいて、待ち合わせ場所へ向かおうとしていた矢先に雹に襲われた。
篠原静馬
演 - 内野聖陽
本作品のもう1人の主人公。祐司の兄。東京消防庁第八消防方面本部ハイパーレスキュー隊の隊長を務めており、仲間からの信頼も厚い。階級は『消防司令補』。祐司がレスキュー隊を辞める原因となった仲間の死亡事故をきっかけに、『隊員の無事を最優先にすること』と『1人でも多くの要救助者を助けること』との間で葛藤している。

### 地下鉄 新橋駅の生存者たち
重村誠
演 - 山田孝之
都内の病院で研修医として働いているが、その仕事ぶりは縫合もままならないほど。災害発生当時は新橋駅のホームにおり鉄砲水に襲われたが、何とかホーム脇の柵に掴まったため流されることなく無事で、後に祐司に発見される。祐司の応急処置を見て「完璧だな」と評価した。父親も医師であるが、担当した患者が死亡し遺族から告訴され、さらにそのショックから重度のうつ病を患っており、そんな父を見て医師を辞めようと考えていた。しかし同じ生存者で怪我を負っていたスミンを助けるべく自らの血液を輸血し病状を安定させたことがきっかけで志を改め、さらにそれまでは他のメンバーらとは非協力的で何かと突っかかっていたが自ら救難信号を発信する役割を担うなど、一連の災害を通して性格面で大きな変化を見せた。
藤井圭介
演 - 木村祐一
大阪弁を話す中年男性。災害発生当時は新橋駅にいて、その後旧新橋駅へと繋がる扉の中に逃げ込んだため鉄砲水の被害を免れた。妻子持ちで子供が9人おり、現在も妻のお腹の中に新たな子供を宿している。話によれば心音が3つ聴こえるとのことである。大阪の中小企業の社長を務めており、自社の試作品である熱帯魚の水槽の循環装置を売り込むために東京へ来ていた。後にこの試作品が、同じ生存者であるスミンを救うカギとなる。
キム・スミン
演 - MINJI
片言の日本語を話す韓国人女性。日本へ出稼ぎに来ており、普段は夜の仕事をしている。災害発生当時は祐司と同じ電車に乗っており新橋駅で下車、ホームに1人でいたしおりを保護しホームにあった倉庫の中へ逃げ込んだため鉄砲水の直接的な被害を免れた。しかし左腕に傷を負ったほか腹腔内出血を併発し一時は命の危険にさらされたが、重村や他のメンバーの協力のもと輸血を施され、ひとまず病状は安定した。結婚を控えている弟がいたが、災害発生の日に交通事故で亡くなった。レスキュー隊に救助され搬送される際に藤井から「新商品を売りまくって、あんたの店で豪遊する」と告げられたが、「弟の葬儀があるからしばらく休む」と韓国語で返したのち「うちの店、高いよ？」と日本語で伝えた。
篠原しおり
演 - 大森絢音
祐司の娘。耳が不自由であり両親とは手話を用いてコミュニケーションを取っている。一方日頃から声を出す練習に励んでおり、作中では何度か声を発している場面がある。災害発生当時は由美と行動を共にし祐司との待ち合わせ場所である銀座へ向かおうとしていたが、新橋駅へと避難してきた人混みに巻き込まれ由美とはぐれてしまい、ホームで1人しゃがみこんでいたところに偶然通りかかったスミンに保護された。その後祐司にスミンと共に発見され、以降は他の生存者らと行動を共にしていたが、避難先の旧新橋駅で天井の崩落事故に巻き込まれ下敷きになってしまった。当初は死んだと祐司は思い込んでいたが生きており、他のメンバーらが行っていた『252』の発信を見て覚えていたため祐司からもらった誕生日プレゼントのダイヤを使って瓦礫の中で『252』を発信し続けた。

### 地上・新橋ロイヤルホテルの人々
宮内達也
演 - 山本太郎
ハイパーレスキュー隊の副隊長で静馬の右腕的存在。階級は『消防士長』。祐司たちの救助活動中、予測より早く始まった風の吹き返しにより発生した地盤の崩落に巻き込まれたが、祐司によって助け出された。
青木一平
演 - 松田悟志
ハイパーレスキュー隊の隊員で、要救助者のためなら自分の命を犠牲にすることも厭わない熱血漢。階級は『消防副士長』。救助活動中止・待機命令を下された際に一番に反抗したものの宮内に威圧された。その後も諦めることなく無断で音響探査機を持ち出し単独で地下トンネルを進み要救助者の捜索を行い、この単独行動が祐司たちの生存を察知するきっかけとなった。
川瀬久嗣
演 - 松田賢二
ハイパーレスキュー隊の隊員。階級は『消防士長』
小山健太
演 - 平塚真介
ハイパーレスキュー隊の隊員。階級は『消防士長』
大和田誠
演 - KENROKU
ハイパーレスキュー隊の隊員。階級は『消防士長』
風野牧
演 - 中村圭太
ハイパーレスキュー隊の隊員。火災現場にて殉職。階級は『消防士長』殉職後二階級特進で『消防司令』
真柴哲司
演 - 杉本哲太
東京消防庁第八消防方面本部方面本部長。 新橋ロイヤルホテルに設置された現場指揮本部の本部長。階級は『消防正監』。台風直撃の際には隊員の安全を最優先し救助活動の中止・帰還待機命令を下した。祐司たちの救助活動の際には「全責任は指揮官の自分が負う」と断言し、実行の承認をした。
篠原由美
演 - 桜井幸子
祐司の妻でしおりの母親。災害発生当時はしおりと共に祐司との待ち合わせ場所である銀座へ向かおうとしていたが、一連の災害による混乱でしおりとはぐれてしまいそれっきりになってしまった。自身は何とか地上へ脱出し避難先の新橋ロイヤルホテルで待機していたが、終始しおりの安否が気になり一時は錯乱状態にまで陥った。

### 気象庁予報部
海野咲
演 - 香椎由宇
気象庁予報部の職員。台風発生の数日前からそれと思わしき積乱雲の監視・シミュレーションを続けていた。しかし当初の勢力を維持したまま北上してくるとは予測できず、結果甚大な被害が出てしまったことに誰よりも責任を感じていた。その後台風が東京へ上陸する直前に新橋ロイヤルホテルの現場指揮本部へ赴き、救助活動を中止するよう要請。以降は本部に滞在し台風の監視を続けた。episode.ZEROにも登場し、学生時代の咲が地震雲が発生していることを津田沼に報告している様子が描かれている。
津田沼晴男
演 - 温水洋一
気象庁予報部職員で咲の上司。咲の発言に何かと茶々を入れているが、上司に対しては従順なイエスマン。episode.ZEROにも登場し、前述の咲の警告を一笑に付す。
小暮秋雄
演 - 西村雅彦（友情出演）
気象庁予報部の課長。

### その他
長坂
演 - 阿部サダヲ
祐司の現在の職場の上司。祐司に「この仕事が向いていないんじゃないか」と伝えた。
男
演 - ルー大柴
銀座の三越にいた男。スミンをしつこく誘うも軽くあしらわれる。
地下鉄の駅員
演 - 半海一晃
新橋駅のホームにいた地下鉄の職員。人々の混乱の中、いち早くトンネルの奥の異音に気づいた。
秋山
演 - 中根徹
国土交通省職員。
お天気キャスター
演 - 木原実
手話ニュース内で地震の被害状況と台風情報を伝えたキャスター。
ニュースキャスター
演 - 笛吹雅子
報道特番で台風による被害状況を伝えたアナウンサー。

## DVD / Blu-ray
発売・販売元はバップ。
- 『生存者あり!―映画「252」をナビゲートせよ―』（ナビゲートDVD1枚組、レンタル専用）
  - 本編ダイジェスト
  - キャスト / キャラクター紹介
  - 現場潜入〜メイキング映像
  - 劇場公開情報
  - 劇場予告編

他
- 252 生存者あり DVD版（2枚組、2009年5月22日発売）
  - ディスク1：本編DVD
  - ディスク2：特典DVD
    - メイキング・オブ・「252 生存者あり」
    - VFXメイキング
    - メインキャストインタビュー映像集
    - 監督：水田伸生インタビュー映像
    - 原作：小森陽一インタビュー映像
    - ジャパン・プレミア映像
    - 劇場公開初日舞台挨拶映像
    - 全国キャンペーン映像
    - 特報・劇場予告編・TVスポット集
    - MINJI「LOVE ALIVE」ミュージックビデオ

  - 特製アウターケース付き
- 252 生存者あり ブルーレイ版（1枚組、2009年5月22日発売）
  - 映像特典（DVD版と同様）
  - 封入特典
    - リーフレット
- 252 生存者あり DVD 映画+ドラマ合体版（3枚組）
  - ディスク1：映画版本編DVD（単品版と同様）
  - ディスク2：ドラマ版本編DVD
    - 映像特典
      - ドラマ版TVスポット

  - ディスク3：映画版特典DVD（単品版と同様）

## 評価
- 映画館大賞「映画館スタッフが選ぶ、2008年に最もスクリーンで輝いた映画」第91位

## 252 生存者あり episode.ZERO
映画公開前日の12月5日に、日本テレビ系の「金曜ロードショー」で放送された、映画公開連動企画の単発スペシャルのテレビドラマ。視聴率14.2%。
映画のストーリーの2年前を舞台にしたアナザーストーリー。
特別救助隊（通称「レスキュー隊」）を目指す消防官の若者の奮闘・葛藤を描いている。映画版キャストも、2年前の設定で特別出演している。

### キャスト
- 早川勇作（高輪消防署消防士、特別救助隊（レスキュー隊）研修生）：市原隼人
- 西村純（渋谷消防署消防士、特別救助隊研修生）：阿部力
- 水城マナ（浅草消防署消防士、特別救助隊研修生）：上原多香子
- 長峰ゆき（高輪消防署救急救命士）：満島ひかり
- 榊圭吾（杉並消防署消防副士長、特別救助隊研修生）：福井博章
- 木村光太郎（大森消防署消防士、特別救助隊研修生）：蕨野友也
- 望月（特別救助隊研修生）：小柳友
- 三枝涼子（東京消防庁広報）：紺野まひる
- 水島光司：近藤芳正
- 沢木（高輪消防署消防士・勇作の先輩）：袴田吉彦
- 大野大介（消防救助機動部隊（ハイパーレスキュー）隊長、消防学校教官）：伊原剛志
- 気象庁職員：山西惇
- その他：中村育二、田中哲司、秋山菜津子、岸田真弥、渡邉紘平、鈴木亮平、片山享 ほか

- 映画版キャスト特別出演：伊藤英明、内野聖陽、香椎由宇、山本太郎、温水洋一

### スタッフ
- 製作：「252」ドラマ製作委員会（日テレ、バップ）
- 製作プロダクション：日テレアックスオン
- 監督：水田伸生
- 原案：小森陽一
- 脚本：大石哲也
- 主題歌：MINJI『LOVE ALIVE』
- 水中撮影：さのてつろう
- VFXスーパーバイザー：小田一生
- 音楽：藤太薫哉
- 特殊メイク：江川悦子
- ロケ協力：三浦市営業開発課、みうら映画舎 ほか
- 宣伝協力：ワーナー･ブラザース映画、ファントム・フィルム
- 技術協力：NiTRo
- MA：映広
- 美術協力：日本テレビアート
- 製作者：堀越徹、平井文宏
- 製作指揮：島田洋一
- エグゼクティブプロデューサー：奥田誠治
- プロデューサー：佐藤貴博、下田淳行、大崎裕伸、坂下哲也
- 協力：東京消防庁、気象庁
- 製作協力：ツインズジャパン

### ソフト化
2008年12月24日発売。発売・販売元はバップ。
- 252 生存者あり Episode ZERO 完全版（1枚組）
  - 映像特典
    - メイキング
    - ドラマ版TVスポット「252 生存者あり」
    - 劇場予告編

## 備考
- 『252』とは東京消防庁の通話コード（主に消防無線における符牒。会話を部外者に聞かれるのを避けたりまた指示簡略化のため用いる）で、本来は『要救助者（要救）』、つまり「救助を必要とする者」「逃げ遅れ」を意味する。映画のように生存が確認できる場合だけでなく、生死未確認の場合でも使用される。「東京消防から神田救助1。神田救助1にあっては252の有無を至急確認せよ」「救助隊により252の男1名を抱えて救出」「現場に252は無し!!」のように隊員間のやりとり、本部との無線通信で用いられる。なお、「ニヒャクゴジュウニ」ではなく「ニーゴーニ」と読む。この通話コードは略語・略号とも言われ市町村単位で異なる。
- episode.ZEROでは上原多香子が女性初の特別救助隊研修生を演じていたが実際には東京消防庁特別救助隊に女性隊員は存在しない。女性職員については、毒劇物などに係る災害活動への従事制限があるためである。
- 『週刊少年マガジン』2009年2・3合併号にて主人公・篠原祐司の少年時代を描いた読み切り漫画が掲載された。